# Aztekium
Aztekium é um gênero botânico da família Cactaceae.

## Espécies
- Aztekium hintonii
- Aztekium ritteri

Aztekium vardezii